# Acanthocausus tridens
Acanthocausus tridens (лат.) — вид песочных ос, единственный в составе рода Acanthocausus из подсемейства Bembicinae (триба Heliocausini). Неотропика (Аргентина).

## Описание
Мелкие осы (длина около 10 мм). Основная окраска чёрная с жёлтыми отметинами; первый метасомальный тергит красновато-коричневый. Тергит I без латерального киля, средние голени самки с двумя вершинными шпорами, вершинный тергит самца трехзубчатый. Дорсолатеральные углы пронотального воротничка округлые, омаулюс отсутствует или нечёткий. Внутренние края глаз отчётливо сходятся вверху, заднебоковой косой скутальный киль отсутствует. Относится к трибе Heliocausini  Handlirsch, 1925.